# Хальберг (замок)
Хальберг (нем. Schloss Halberg) — замок в стиле неоготики, построенный на склоне одноимённой горы недалеко от Саарбрюккена (в земле Саар, Германия) между 1877 и 1880 годами. Замок расположен на территории бывшего муниципалитета Бребах, который слился с муниципалитетом Фехинген в Бребах-Фехинген в 1959 году, а в 1974 году оказался включён в состав района Саарбрюккен. Дворцовый комплекс был построен по проекту архитекторов Эдвина Опплера и Фердинанда Шорбаха для предпринимателя Карла Фердинанда фон Штумма (позднее Штумма-Хальберга). Несмотря на частичные разрушения в ходе Второй мировой войны, эта резиденция остаётся вторым по величине сооружением области Саар после ратуши Святого Иоанна в Саарбрюккекене.

## История

### Первый замок
В начале XVIII века (1709-1711) граф Людвиг Крафт фон Нассау-Саарбрюккен построил небольшой увеселительный замок на склоне горы Хальберг под названием «Монплезир». Автором проекта стал строитель крепостей Жозеф Мотт ди ла Бонте. В 1710 году сады вокруг виллы обнесли каменной стеной, а в 1711 году была завершена отделка интерьеров. Князь Вильгельм Генрих фон Нассау-Саарбрюккен расширил сады вокруг резиденции и основал зоопарк. В правление князя Людвига придворный садовник Иоганн Христиан Фридрих Кёлльнер (отец будущего мэра Саарбрюккена Иоганна Фридриха Kёллнера) в период с 1772 по 1773 год преобразил сады в английский ландшафтный парк с оранжереей и зданиями в модном тогда псевдокитайском стиле шинуазри. В 1789 году архитектор Бальтазар Вильгельм Стенгель добавил в ансамбль несколько новых сооружений.
Здание самого замка состояло из небольшого здания с мансардной крышей и двух одноэтажных гостевых домов.
С 1774 года замок Монплезир служил резиденцией принцессы Вильгельмины фон Шварцбург-Рудольштадт (1751–1780).

Барон Адольф Книгге так описал объект незадолго до его разрушения в письме от 6 мая 1792 года:
«Увеселительный дворец Mon Plaisir стоит на довольно высоком холме Халберг, примерно в трёх четвертях часа от города. Услуги, которые здесь предлагают, имеют особую изысканность. Одна сторона холма засажена виноградными лозами. Скорее для того, чтобы осенью позволить приятное застолье, которое предлагает урожай. А при более серьёзных намерениях здесь можно выпить местного вина. Насыпная дорога, которой ведёт к вершине холма, с обеих сторон снабжена фонарными столбами. Замок небольшой, но красивый. У принца-филантропа в столовой над камином была надпись, из которой я сохранил только последнюю, особо понравившуюся мне строку: «Я желаю, чтобы мои радости стали удовольствием и для других».
В ноябре 1793 года замок был разрушен французскими революционными войсками. 

### Замок Хальберг

#### Покупка земли Карлом Фердинандом фон Штуммом

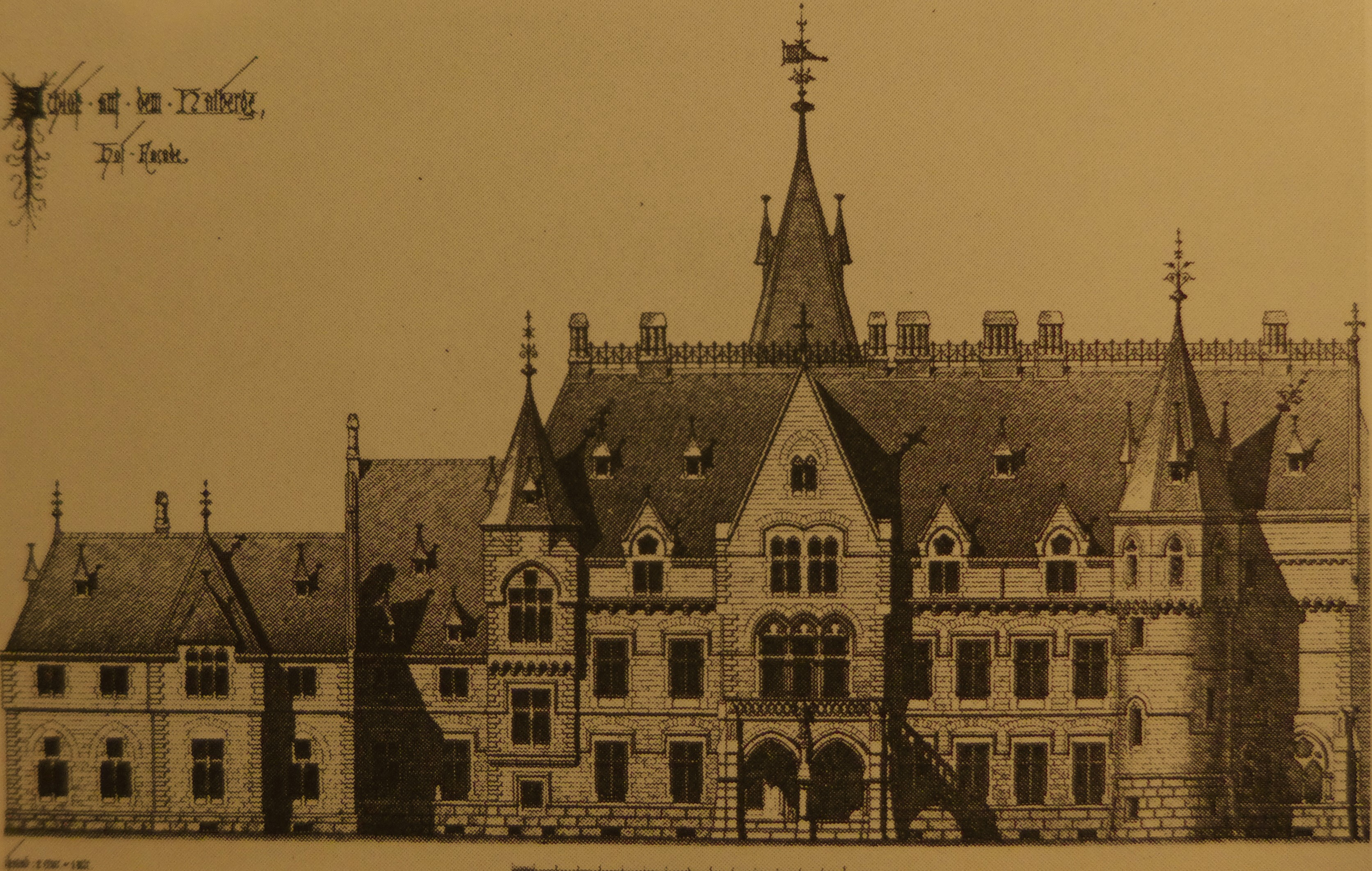
Проект фасада резиденции

В XIX веке восхождение на гору Хальберг превратилось в популярный экскурсионный маршрут для жителей Саарбрюккена. Когда в 1875 году стало известно, что Прусская королевская администрация лесов в Трире намерена продать гору Хальберг сталелитейщику Карлу Фердинанду Штумму из Нойнкирхена, жители Саарбрюккена были очень рассержены. Гора превратилась для горожан в место экскурсий, праздников и пикников. Местные власти желали превратить Хальберг в общественные парк. 
Однако письмо властей Саарбрюккена в Министерство финансов в Берлине не возымело действия. И гора Хальберг в 1877 году со всеми лугами и лесными участками стала собственностью Карла Фердинанда Штумма. Эта покупка обошлась предпринимателю в 700 000 марок. Проект строительства резиденции в виде замка был заказан архитектору Эдвину Опплеру из Ганновера.

#### Неоготический замка

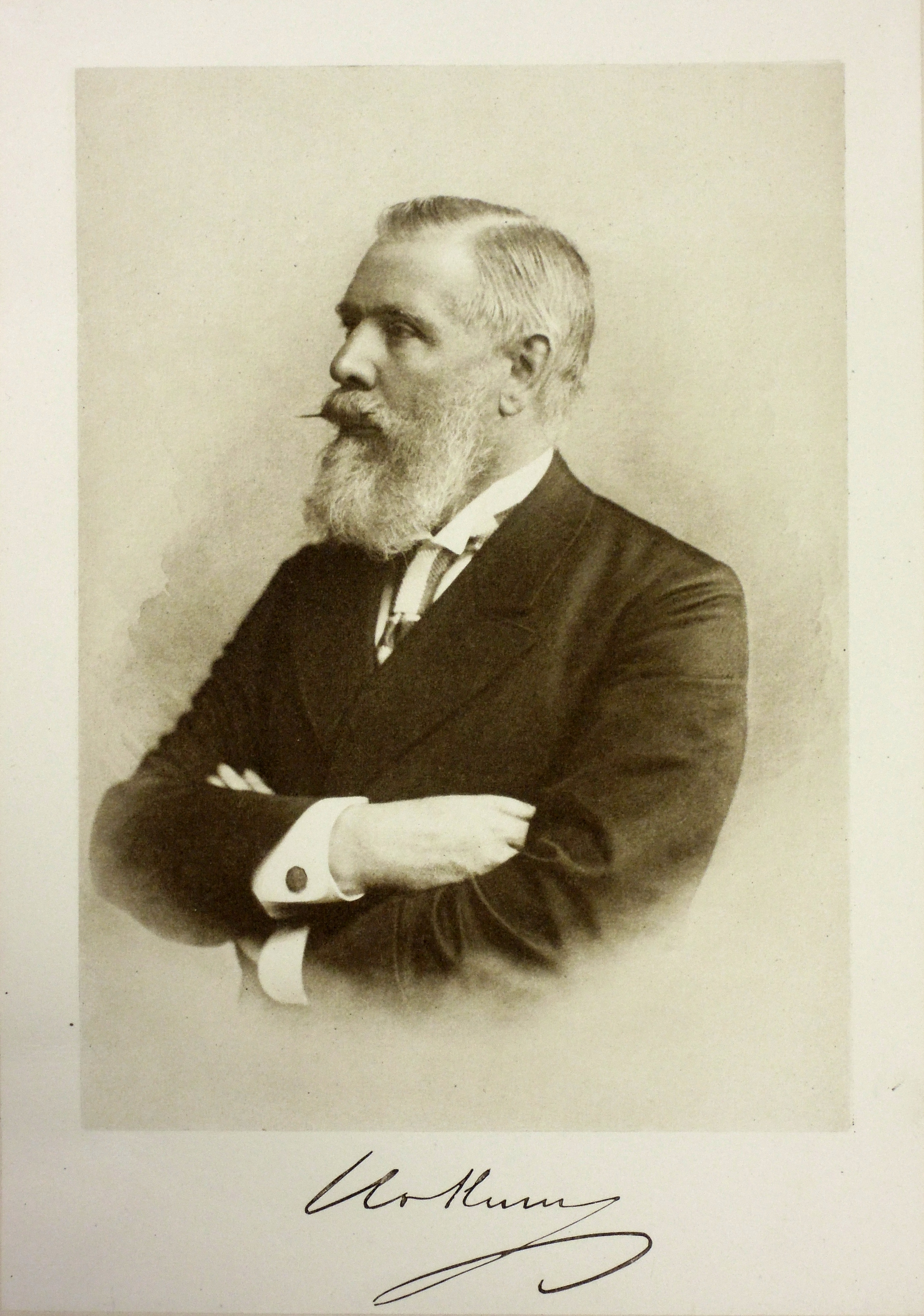
Карл Фердинанд Штумм

Карл Фердинанд Штумм весьма разбогател будучи бизнес-партнёром двух своих братьев: Фердинанда Эдуарда фон Штумма и Уго Рудольфа фон Штуммом. Между братьями в 1877-1880 годах разгорелось своеобразное соперничество по строительству роскошных резиденций. Фердинанд Эдуард и Уго Рудольф построили собственные замки в стиле ноготики: Рауишхольцхаузен и Рамхольц. Карл Фердинанд не хотел уступать братьям и заказал Эдвину Опплеру создать не менее респектабельный комплекс. 
К 1880 основная часть строительства была завершена. 

#### Ландшафтный парк
Замок должен был быть окружён ландшафтным парком. Для реализации этой идеи был нанят Эдуард Найде. Сам проект парка разработал ландшафтный дизайнер из Франкфурта Генрих Сизмайер. Он же делал проект парка для замка Рауишхольцхаузен Фердинанда Эдуарда фон Штумма. Посаженные в те годы посевные каштаны и клёны и сегодня радуют посетителей Хальберга. Кроме того, вокруг замка устроили пастбища для диких оленей и высадили секвойи, бук, пихты Дугласа, а также различные виды тиса, туи и кипариса. 

#### Титулы и знатные гости
Карл Фердинанд Штумм и его братья получили потомственное дворянство в 1888 году. С той поры Карл Фердинанд стал официально именоваться фон Штумм-Хальберг. В 1892 году прусский король и немецкий император Вильгельм II останавливался в замке Хальберг в качестве гостя барона фон Штумм-Хальберга.

#### Продажа замка и период Второй мировой войны
Со смертью Карла Фердинанда Штумма в 1901 году замок перешёл в собственность его наследников (вдовы Иди Шарлотты Бёкинг (1839-1918) и четырёх дочерей: Иды Генриетты Шарлотты (1861-1916), Элизабет Марии (1863-1911) , Элен Каролин (1865-1933) и Берты Хёдвиг (1876-1949))  
В последующем право собственности на Замок Хальберг перешло к властям округа Саарбрюккен. А в 1939 году муниципальные власти продали резиденцию за 538 000 рейхсмарок радиовещательной корпорации Großdeutscher Rundfunk. Во время Второй мировой войны замок Хальберг использовали части вермахта. В числе прочего здесь размещался командный пункт Саарбрюккенского зенитного полка.

#### Резиденция французской оккупационной администрации
В 1948–1952 годах в замке располагалась резиденция французского военного губернатора Гильберта Грандваля. В 1952 году в здании разместилась французская таможенная администрация. В 1958 году комплексу нанёс серьёзный ущерб крупный пожар. 

#### Новый владелец и современное состояние
В 1959 году комплекс зданий был приобретён компанией Saarland Broadcasting. К 1969 году по проекту архитекторов Хайнца Эбера из Баден-Бадена и Эрнста Юнга из Карлсруэ было построено множество новых зданий в павильонном стиле для нужд  радиостанции. Кроме того, часть прежних сооружений оказалась снесена. К настоящему времени сохранилась только часть первоначального комплекса зданий. В замке функционирует ресторан.

## Галерея

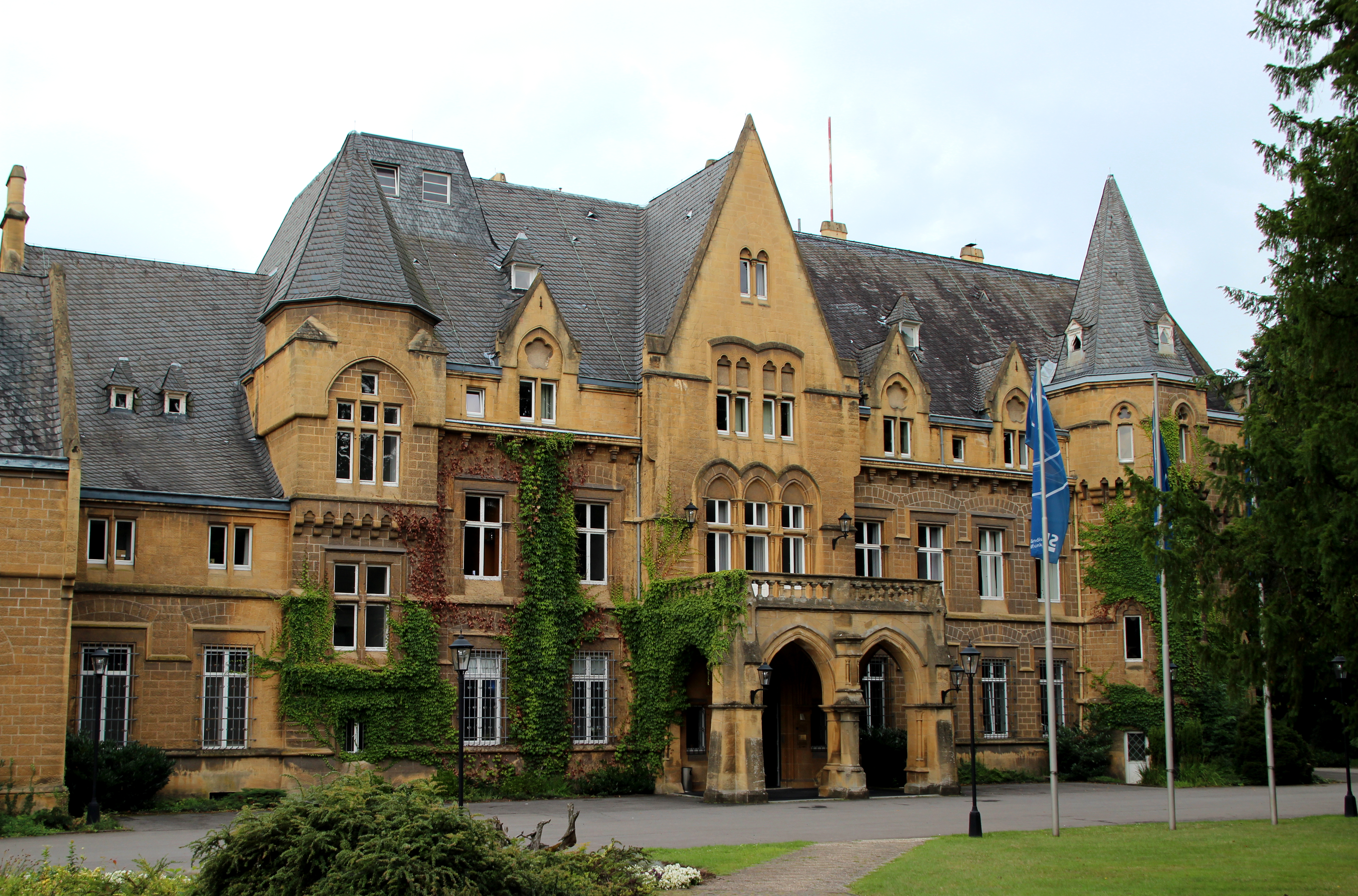
Главное здание комплекса
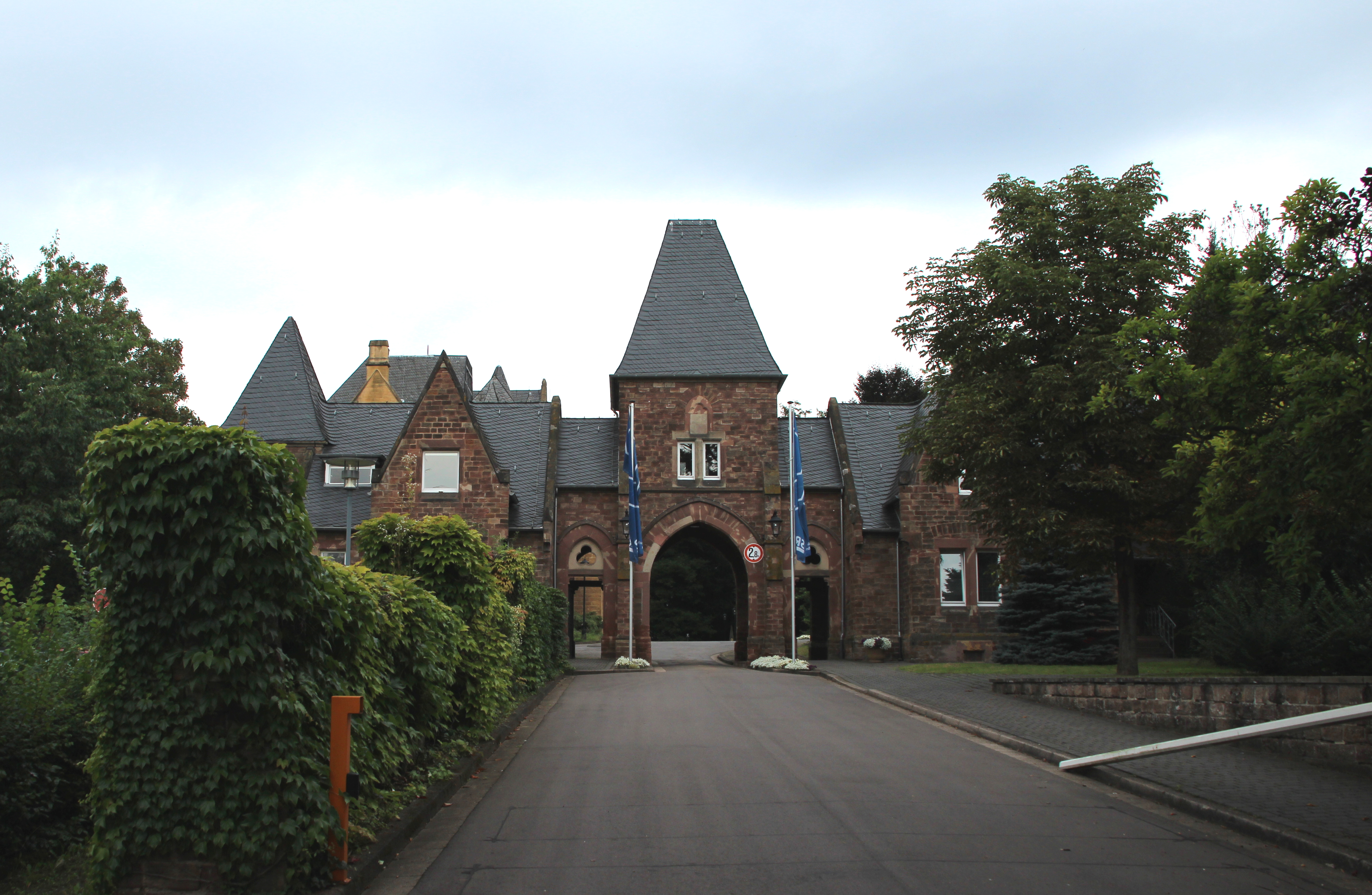
Центральные ворота при въезде в усадебный комплекс
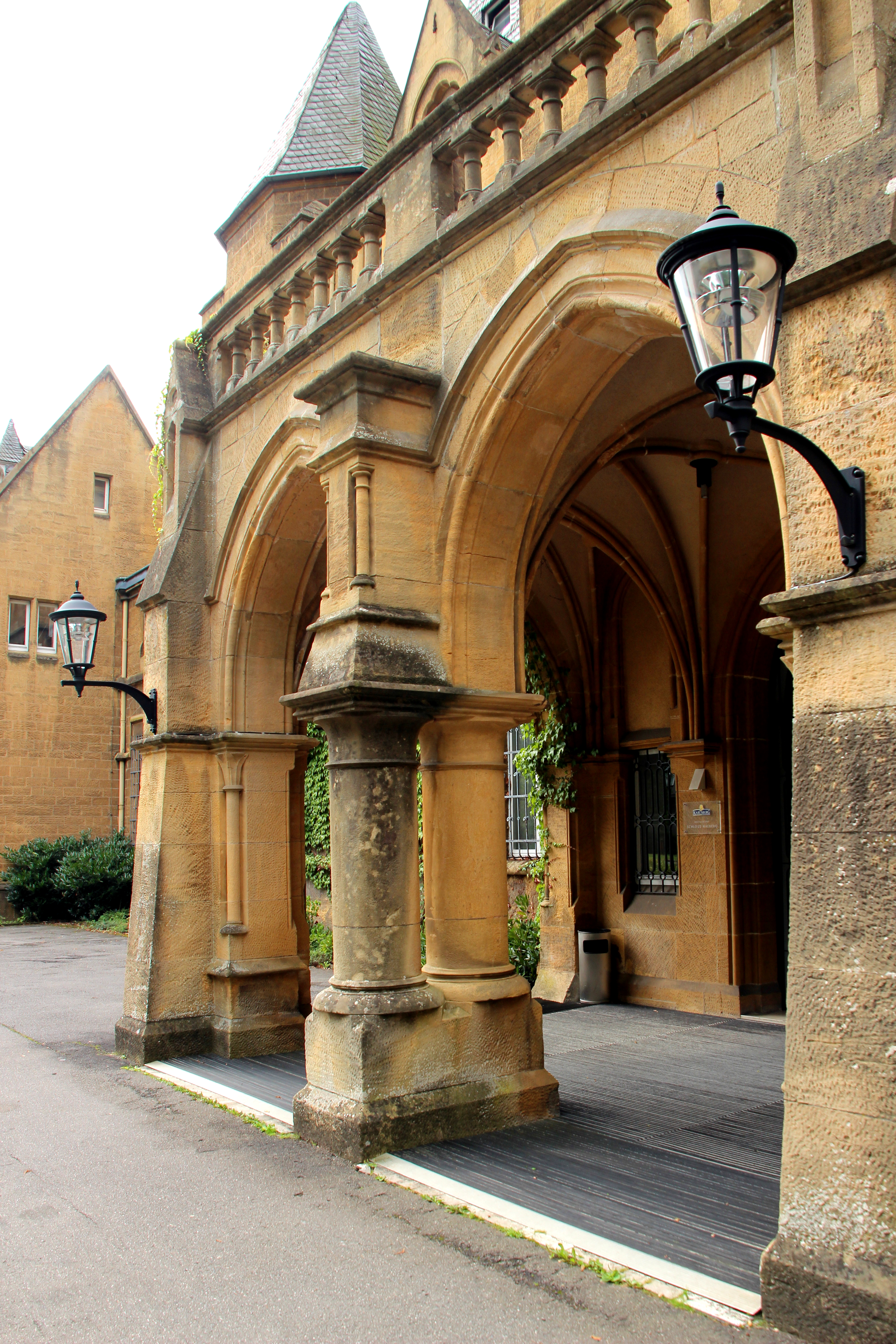
Арка центрального входа в замок
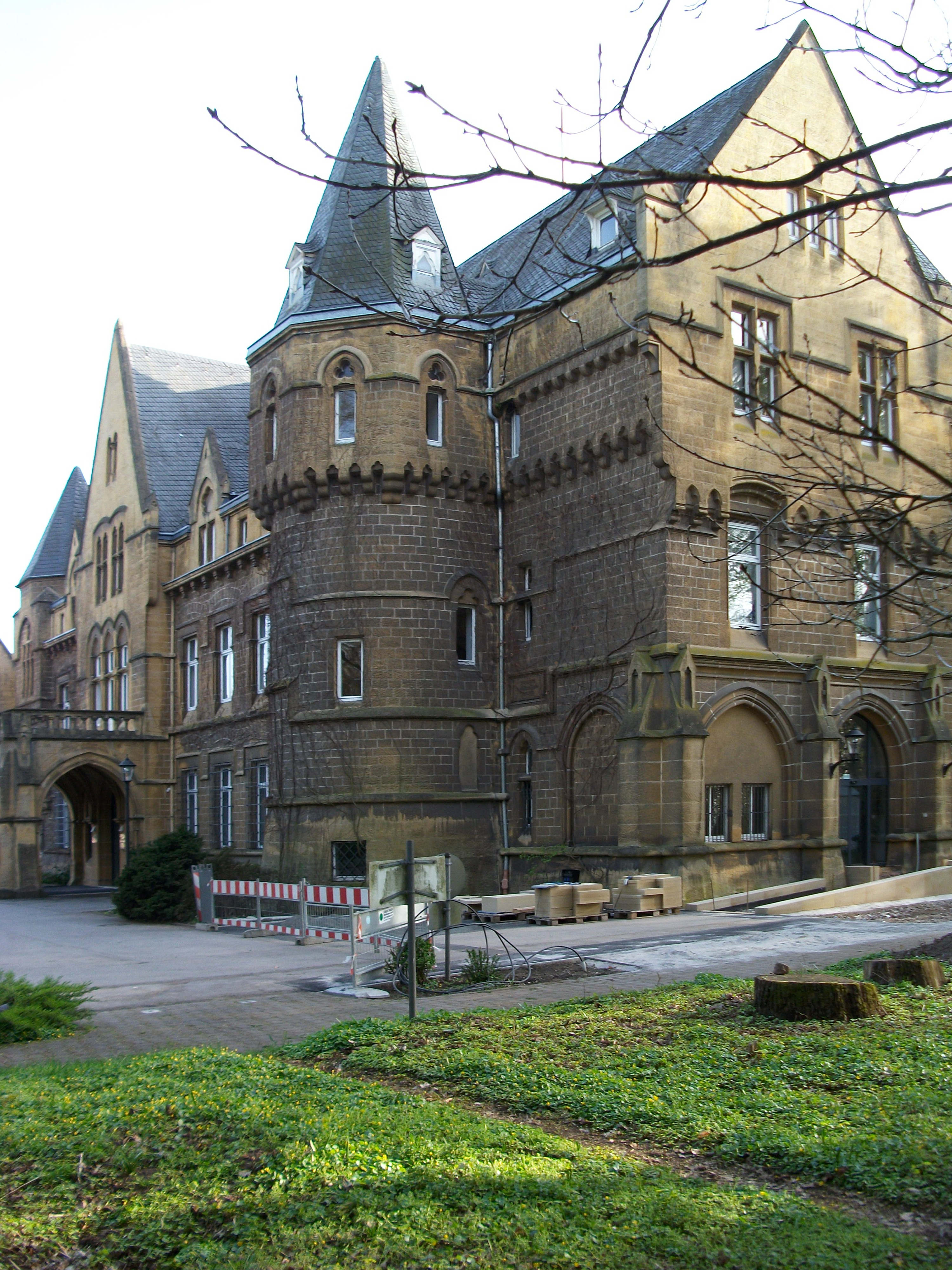
Боковой фасад и лестничная башня
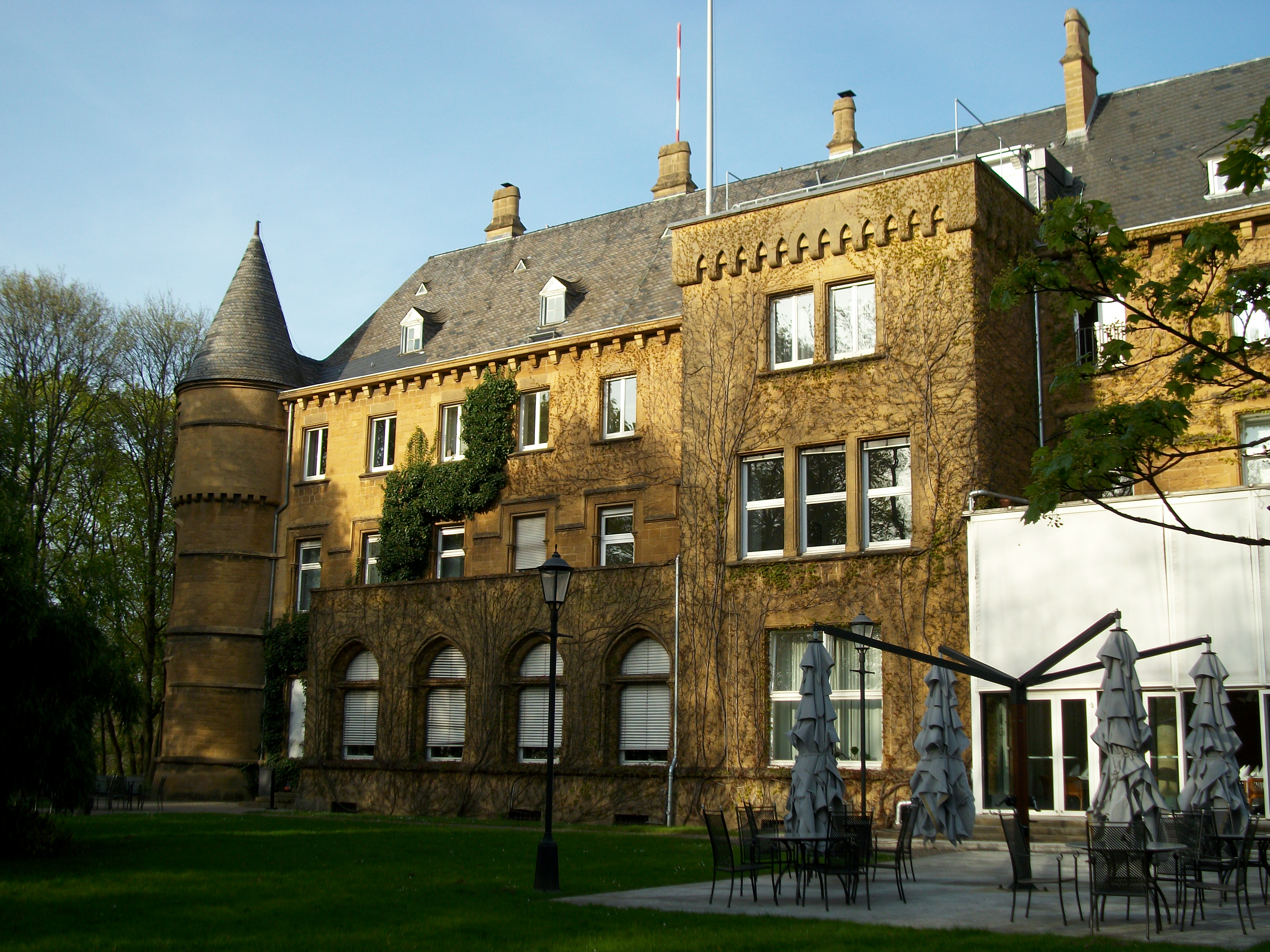
Задняя часть резиденции